# 推進
| ウィキペディアには「推進」という見出しの百科事典記事はありません（タイトルに「推進」を含むページの一覧/「推進」で始まるページの一覧）。 代わりにウィクショナリーのページ「推進」が役に立つかもしれません。 |